# 배재학당

배재학당의 모습

배재학당(培材學堂)은 조선 후기, 대한제국의 교육 기관이다. 1885년 8월 3일, 미국의 감리교 선교사인 헨리 아펜젤러가 서울에 세운 근대식 중등교육기관이며, 배재중학교, 배재고등학교, 배재대학교의 전신이다. 영어, 산수, 지리, 화학, 의학 등의 과정이 있었고, 수학 연한은 3년이었다.
기존에는 배재학당이 한국 최초의 근대식 중등교육기관으로 알려졌으나, 원산학사가 배재학당보다 2년 앞선 1883년에 설립된 사실이 밝혀졌다.
고종 22년(1885년) 7월 아펜젤러 목사가 한성부(서울)에 들어와, 1개월 먼저 와 있던 스크랜턴 의사의 집 한 채를 빌려 두 칸짜리 방의 벽을 헐고 조그마한 교실을 만들었다. 동년 8월 3일 이겸라(李謙羅)·고영필(高永弼)이라는 두 학생을 얻어 수업을 시작함으로써, 한국 근대학교의 역사가 시작되었다. 1886년 6월 8일 고종은 ‘배양영재’의 줄임말인 배재학당이라는 교명과 액(額)을 내리었다.
아펜젤러 목사는 다음과 같이 당시의 상황을 말하고 있다.
 우리의 선교학교는 1886년 6월 8일에 시작되어 7월 2일까지 수업이 계속되었는데 학생은 6명이었다. 오래지 않아 한 학생은 시골에 일이 있다고 떠나버리고, 또 한 명은 6월이 외국어 배우기에 부적당한 달이라는 이유로 떠나버리고, 또 다른 가족의 상사(喪事)가 있다고 오지 않았다. 10월 6일인 지금 재학생 20명이요, 실제 출석하고 있는 학생 수는 18명이다.

이 배재학당의 설립목적으로 아펜젤러는
우리는 통역관(通譯官)을 양성하거나 학교의 일군을 양성하려는 것이 아니요, 자유의 교육을 받은 사람을 내보내려는 것이다.

라 했다.
학당훈(學堂訓)은 “큰 인물이 되려는 사람은 남을 위해 봉사할 줄 알아야 된다(欲爲大者 當爲人役)”고 하여 기독교적 교훈(마태복음 20장 26-28절)으로 봉사적 인물을 양성하려 하였다. 교과목으로는 한문·영어·천문·지리·생리·수학·수공·성경 등이 있었고, 그 외의 과외활동으로 연설회·토론회와 같은 의견발표의 훈련을 시켰고, 정구·야구·축구 등 운동을 과하였다. 1887년 9월부터 한국학생들에게 신학교육을 실시하였고, 1893년부터는 정규적인 신학교육도 함께 이뤄졌다.
학교운영방침에 이어 학년을 두 학기로 나누었으며, 수업료는 종전의 물품 대신 돈으로 받았고, 입학과 퇴학의 절차를 엄격히 규정하여 근로를 장려하였다. 1893년 8월에 열린 미국 감리회 한국 선교회 19차 연회에서는 아펜젤러를 '배재대학 학장 겸 신학부 부장'으로 임명했으며, 배재학당은 지금의 배재중•고등학교, 배재대학교의 모체가 되며, 신학부는 지금의 감리교신학대학교의 모체가 된다.

## 배재학당 동관
옛 배재학당의 교실로 사용되었던 건물로서, 앞쪽의 현관과 양옆 출입구의 돌구조 현관이 잘 보존되어 있다. 또한 건물의 구조와 모습, 건물에 사용된 벽돌 구조가 매우 우수하다. 1916년에 건립된 이 건물은 처음 지어질 때의 모습을 잃지 않고 있으며, 건물의 형태도 매우 우수하여 한국근대건축의 중요한 지표가 된다.

## 배재학당 건축
조선과 대한제국의 유명한 건축기사였던 심의석(沈宜錫)이 생애 처음 참여한 건축물로 단층 벽돌조 건물인 교사(校舍)는 그가 처음으로 벽돌건축에 참여한 경험을 쌓은 건축물이었다.

## 저명한 동문
- 이승만
- 주시경
- 김소월
- 지청천
- 신흥우
- 이원찬
- 박영희
- 오긍선
- 여운형
- 이길용
- 이능선

## 저명한 교원
- 서재필
- 김규식

## 참고 자료
- 배재학당동관 - 국가유산청 국가유산포털